# Damian Chapa
Damian Robert Chapa, född 29 oktober 1963 i Dayton i Ohio, är en amerikansk skådespelare, regissör, filmproducent och manusförfattare.
Damian Chapa är mest känd för sin roll som Miklo Velka i Blood In Blood Out (1993) samt för biroller i filmerna Under belägring (1992) och Street Fighter (1994). Han har också producerat, regisserat och skrivit ett antal lågbudgetfilmer.

## Filmografi, i urval
- 1992 – Under belägring
- 1993 – Blood In Blood Out
- 1994 – Street Fighter
- 1997 – Money Talks
- 1998 – Sometimes They Come Back... for More